# Liste der denkmalgeschützten Objekte in Wilhering
Die Liste der denkmalgeschützten Objekte in Wilhering enthält die 14 denkmalgeschützten, unbeweglichen Objekte der Gemeinde Wilhering in Oberösterreich (Bezirk Linz-Land).

## Denkmäler
| Foto |                 | Denkmal | Standort                                                | Beschreibung | Metadaten |
| ---- | --------------- | --- | ------------------------------------------------------- | --- | --- |
| ja   | Datei hochladen | Kath. Pfarrkirche hl. Ulrich und Friedhof HERIS-ID: 52079 Objekt-ID: 58180                                                 | Pfarrhofweg 5 Standort KG: Dörnbach                     | Die Kirche von Dörnbach wurde 1333 erstmals urkundlich genannt. Sie besteht aus einem tonnengewölbten, einschiffigen Langhaus mit einem leicht eingezogen Chor mit zwei Jochen und einem Turm im Westen. An der Nordseite befindet sich ein gotisches Sakramentenhäuschen, an der Südseite eine sternrippengewölbte gotische Vorhalle. Die Kapelle neben der Vorhalle trägt auch ein Sternrippengewölbe. Seit der 1875 durchgeführten Erweiterung hat die Kirche eine neuromanische Inneneinrichtung. Die spätgotische Marienstatue auf dem Hochaltar ist mit 1520 bezeichnet. | BDA-Hist.: Q23541772 Status: § 2a Stand der BDA-Liste: 2025-06-30 Name: Kath. Pfarrkirche hl. Ulrich und Friedhof GstNr.: .7, 90 Pfarrkirche Dörnbach                                                                                   |
| ja   | Datei hochladen | Ehem. Pfarrhof, alte Schule HERIS-ID: 85143 Objekt-ID: 99330                                                               | Pfarrhofweg 5 Standort KG: Dörnbach                     | | BDA-Hist.: Q38184710 Status: § 2a Stand der BDA-Liste: 2025-06-30 Name: Ehem. Pfarrhof, alte Schule GstNr.: .8 |
| ja   | Datei hochladen | Wallanlagen, mittelbronzezeitliches Hügelgräberfeld und römischer Burgus auf dem Kürnberg HERIS-ID: 38909 Objekt-ID: 38530 | Flur Kürnberger Wald Standort KG: Rufling und Wilhering | Das Hügelgräberfeld Reingrub am Kürnberg stammt aus der Mittelbronzezeit. Der Burgus Hirschleitengraben ist auf der Kuppe am orographisch rechten Hang des Hirschleitengrabens als Freilicht-Denkmal konserviert. Laut Christian K. Steingruber erfolgten archäologische Untersuchungen durch Ernst Fietz (1936–1937), Gebhard Rath (1938–1940) und Christine Schwanzar (1991–1992). Gegenüber dem römischen Burgus liegt ein namenloser Burgstall (Lage). | BDA-Hist.: Q37985228 Status: Bescheid Stand der BDA-Liste: 2025-06-30 Name: Wallanlagen, mittelbronzezeitliches Hügelgräberfeld und römischer Burgus auf dem Kürnberg GstNr.: 704, 706, 703, 91/1, 100/1, 101 Burgus Hirschleitengraben |
| ja   | Datei hochladen | Pfarrhof HERIS-ID: 85134 Objekt-ID: 99321                                                                                  | Pfarrplatz 4 Standort KG: Schönering                    | | BDA-Hist.: Q38184678 Status: § 2a Stand der BDA-Liste: 2025-06-30 Name: Pfarrhof GstNr.: .26 |
| ja   | Datei hochladen | Kath. Pfarrkirche hl. Stephan mit Friedhof HERIS-ID: 52556 Objekt-ID: 59689                                                | Schöneringer Straße 6a Standort KG: Schönering          | Der spätgotische netzrippengewölbte Kirchenbau hat ein einschiffiges dreijochiges Langhaus und einen eingezogenen zweijochigen Chor mit einem Fünfachtelschluss. | BDA-Hist.: Q26251112 Status: § 2a Stand der BDA-Liste: 2025-06-30 Name: Kath. Pfarrkirche hl. Stephan mit Friedhof GstNr.: .1, 781 Pfarrkirche Schönering                                                                               |
| ja   | Datei hochladen | Neues Brauhaus mit Kelleranlage HERIS-ID: 85260 Objekt-ID: 99450                                                           | Bräuhausstraße 9 Standort KG: Wilhering                 | | BDA-Hist.: Q38184874 Status: § 2a Stand der BDA-Liste: 2025-06-30 Name: Neues Brauhaus mit Kelleranlage GstNr.: 21, .17/2 |
| ja   | Datei hochladen | DDSG-Agentie-Gebäude HERIS-ID: 29409 Objekt-ID: 26054                                                                      | Donauweg 8 Standort KG: Wilhering                       | | BDA-Hist.: Q37926496 Status: § 2a Stand der BDA-Liste: 2025-06-30 Name: DDSG-Agentie-Gebäude GstNr.: .142 |
| ja   | Datei hochladen | Ehem. Forsthaus des Stiftes Wilhering mit Wirtschaftsgebäude HERIS-ID: 85127 Objekt-ID: 99314                              | Faller Straße 11 Standort KG: Wilhering                 | | BDA-Hist.: Q38184657 Status: § 2a Stand der BDA-Liste: 2025-06-30 Name: Ehem. Forsthaus des Stiftes Wilhering mit Wirtschaftsgebäude GstNr.: 494/1                                                                                      |
| ja   | Datei hochladen | Ehem. Gästehaus des Stiftes HERIS-ID: 85136 Objekt-ID: 99323                                                               | Höfer Straße 1 Standort KG: Wilhering                   | | BDA-Hist.: Q38184690 Status: § 2a Stand der BDA-Liste: 2025-06-30 Name: Ehem. Gästehaus des Stiftes GstNr.: 7/3 |
| ja   | Datei hochladen | Ehem. Hofrichterhaus, Majorstöckl HERIS-ID: 67803 Objekt-ID: 80784                                                         | Höfer Straße 2 Standort KG: Wilhering                   | Das Hofrichterhaus ist ein Bau vom Anfang des 18. Jahrhunderts. | BDA-Hist.: Q38117613 Status: § 2a Stand der BDA-Liste: 2025-06-30 Name: Ehem. Hofrichterhaus, Majorstöckl GstNr.: 5/3, .8/1 |
| ja   | Datei hochladen | Volksschule Wilhering HERIS-ID: 102830 Objekt-ID: 119281                                                                   | Höfer Straße 4 Standort KG: Wilhering                   | | BDA-Hist.: Q37791972 Status: § 2a Stand der BDA-Liste: 2025-06-30 Name: Volksschule Wilhering GstNr.: .9 |
| ja   | Datei hochladen | Pfarrfriedhof Wilhering HERIS-ID: 103223 Objekt-ID: 119685                                                                 | Linzer Straße Standort KG: Wilhering                    | | BDA-Hist.: Q37795547 Status: § 2a Stand der BDA-Liste: 2025-06-30 Name: Pfarrfriedhof Wilhering GstNr.: .128, 702/2 Friedhof Wilhering                                                                                                  |
| ja   | Datei hochladen | Ehem. Stiftstaverne, Altes Bräuhaus und Stiftskellerei HERIS-ID: 85138 Objekt-ID: 99325                                    | Linzer Straße 15, 17, 19 Standort KG: Wilhering         | | BDA-Hist.: Q38184700 Status: § 2a Stand der BDA-Liste: 2025-06-30 Name: Ehem. Stiftstaverne, Altes Bräuhaus und Stiftskellerei GstNr.: 7/3                                                                                              |
| ja   | Datei hochladen | Anlage Zisterzienserstift Wilhering HERIS-ID: 104706 Objekt-ID: 121578                                                     | Linzer Straße 4 Standort KG: Wilhering                  | 1146 in der von den Vorbesitzern gestifteten Burg Wilhering gegründet, stand das Kloster 1185 knapp vor der Aufgabe, sodass das Generalkapitel der Zisterzienser eine zweite Gründermannschaft nach Wilhering sandte. Diese Mönche begannen 1195 mit dem Bau der ersten Kirche aus Stein. Um 1585 war das Kloster verlassen, konnte aber im Zuge der Gegenreformation erfolgreich neu besiedelt werden. Nach einer Brandstiftung im Jahre 1733 wurde die Kirche nach Plänen des Linzer Maurermeisters Johann Haslinger auf kostengünstigste Weise neu errichtet. Der Gesamtplan der Ausstattung, vermutlich von Andreas Altomonte, wurde von verschiedenen Künstlern, darunter auch Bartolomäo und wahrscheinlich auch Martino Altomonte, und Meistern aus Österreich und Bayern umgesetzt. Ihnen gelang es, das herausragendste Werk des Rokoko in Österreich zu schaffen. | BDA-Hist.: Q364810 Status: § 2a Stand der BDA-Liste: 2025-06-30 Name: Anlage Zisterzienserstift Wilhering GstNr.: 1/2, 61/1, 1/1, .7, .6, 20/1 Kloster Wilhering                                                                        |